# Resolutie 899 Veiligheidsraad Verenigde Naties
Resolutie 899 van de Veiligheidsraad van de Verenigde Naties werd unaniem aangenomen op 4 maart 1994.

## Achtergrond
Op 2 augustus 1990 viel Irak zijn zuiderbuur Koeweit binnen en bezette dat land. De Veiligheidsraad veroordeelde de inval nog diezelfde dag middels resolutie 660 en later kregen de lidstaten carte blanche om Koeweit te bevrijden. Eind februari 1991 was die strijd beslecht en legde Irak zich neer bij alle aangenomen VN-resoluties.
Er werd een commissie opgericht die de exacte grens tussen Irak en Koeweit moest afbakenen. Deze zou haar werkzaamheden in november 1992 afronden.

## Inhoud
De Veiligheidsraad:
- herinnert aan resolutie 833;
- nam de brief in overweging van de secretaris-generaal over Iraakse burgers en hun eigendommen op Koeweits grondgebied na de demarcatie van de internationale grens tussen Irak en Koeweit en verwelkomt de omschreven ontwikkelingen en regelingen;
- handelt onder Hoofdstuk VII van het Handvest van de Verenigde Naties;
- besluit dat de compensatiebetalingen die volgen uit de regelingen mogen worden overgemaakt aan Iraakse burgers, niettegenstaande de bepalingen van resolutie 661.

## Verwante resoluties
- Resolutie 806 Veiligheidsraad Verenigde Naties (1993)
- Resolutie 833 Veiligheidsraad Verenigde Naties (1993)
- Resolutie 949 Veiligheidsraad Verenigde Naties
- Resolutie 986 Veiligheidsraad Verenigde Naties (1995)

Lijst ·  893 ·  894 ·  895 ·  896 ·  897 ·  898 ·  899 ·  900 ·  901 ·  902 ·  903 ·  904 ·  905 ·  906 ·  907 ·  908 ·  909 ·  910 ·  911 ·  912 ·  913 ·  914 ·  915 ·  916 ·  917 ·  918 ·  919 ·  920 ·  921 ·  922 ·  923 ·  924 ·  925 ·  926 ·  927 ·  928 ·  929 ·  930 ·  931 ·  932 ·  933 ·  934 ·  935 ·  936 ·  937 ·  938 ·  939 ·  940 ·  941 ·  942 ·  943 ·  944 ·  945 ·  946 ·  947 ·  948 ·  949 ·  950 ·  951 ·  952 ·  953 ·  954 ·  955 ·  956 ·  957 ·  958 ·  959 ·  960 ·  961 ·  962 ·  963 ·  964 ·  965 ·  966 ·  967 ·  968 ·  969